# Romulus Guga
Romulus Guga (n. 2 iunie 1939, Oradea, România – d. 17 octombrie 1983, Târgu Mureș, România) a fost un poet, prozator și dramaturg român.

## Biografie și carieră
Fiul lui Ioan Guga, medic, și al Șaroltei (n. Ertzey). Studii la Liceul „Emanoil Gojdu” din Oradea (clasele I-VI, 1946-1952), continuate la Liceul „Gh. Barițiu” din Cluj (clasele VII-VIII, 1952-1954), apoi la Gherla (1954-1955) și Dej (1955-1956). Licențiat al Facultății de Filologie a Universității din Cluj (1957-1962). Contabil la Gherla (1956-1957); profesor în satul Măcicaș, jud. Cluj (1962-1963); metodist la Casa Universitarilor din Cluj (1963-1967); referent și secretar literar la Teatrul de Stat din Târgu Mureș (1967-1971); redactor-șef al revistei Vatra (1971-1983). Colaborator la Tribuna, Contemporanul, România literară etc.
Romulus Guga a fost metodist la Clubul Casei Universitarilor în perioada 1964-1966), apoi, a ocupat prin concurs postul de secretar literar al Teatrului de Stat din Târgu Mureș (în funcție în perioada 1967-1971).
În 1971 a înființat seria nouă, mureșeană, a revistei Vatra împreună cu scriitorii Dan Culcer și Mihai Sin. A condus revista până la moartea sa. În perioada 1970 și 1974, Guga a publicat cinci romane – Nebunul și floarea (1970), Viața postmortem (1972), Sărbători fericite (1973), Adio, Arizona (1974) și Paradisul pentru o mie de ani (1974).
Publică volume de versuri (Bărci părăsite, 1968; Totem, 1970), romane (Nebunul și floarea, 1970; Viața post-mortem, 1972; Sărbători fericite, 1973; Paradisul pentru o mie de ani, 1974; Adio, Arizona, 1974) și piese de teatru (Speranța nu moare în zori, 1973; Noaptea cabotinilor, 1978; Evul Mediu întâmplător, 1980; Amurgul burghez, 1982), jucate cu succes pe scenele din capitală și din țară.
Romulus Guga a cunoscut limba maghiară din familie, astfel a tradus în română romanul lui András Sütő, Csillag a máglyán ca Un leagăn pe cer.
Versurile sale din prima perioadă de creație sunt în general reflexive. Poetul se simte mereu însingurat și pustiit într-o lume ostilă. A avut o tentativă de înnoire a limbajului metaforic, auster în general, într-o coordonata expresivă inedită în perioada sa, a unei trăiri sumbre, depresive.
Piesele sale de teatru au fost reprezentate pe scena Teatrului de Stat din Târgu Mureș (și nu numai).

## Premii
- Premiul Uniunii Scriitorilor (1970; 1977).

## Lucrări
Volume de versuri
- Bărci părăsite, Editura Pentru Literatură, București, 1968
- Totem, Editura Cartea Românească, București, 1970
- Poezii, studiu introductiv de Ștefan Augustin Doinaș, ed. îngrijită de R. Vulpescu, Cluj-Napoca 1986[7]

Romane
- Nebunul și floarea, Editura Dacia, Cluj, 1970[8][9]
- Viața postmortem, Editura Cartea Românească, București, 1972[10]
- Sărbători fericite, Editura Cartea Românească, București, 1973[11]
- Paradisul pentru o mie de ani, Editura Eminescu, București, 1974[12]
- Adio, Arizona (Spovedania unui naiv făcută în fața unui autor din provincie), Editura Dacia, Cluj-Napoca, 1974;[13][14]

Teatru
- Speranța nu moare în zori,  1973. Într-o mică haltă CFR, călătorii sunt obligații să-și întrerupă călătoria. Aceștia sunt informați că nu pot pleca mai departe din cauza războiului, în timp ce destinele țării și implicit și ale lor urmează un alt curs. Lumea adunată în mica haltă este obligată să se înfrunte și să se autodefinească. Personajele sunt reprezentanți ai unor categorii sociale diferite care se înfruntă și se autodefinesc.[15]
- Noaptea cabotinilor,  1978
- Evul Mediu întâmplator, Editura Eminescu, 1980[16]
- Amurgul burghez, 1982
- Evul Mediu întâmplator, volum de piese de teatru, ed. îngrijită de Voica Foisoreanu-Guga, Bucuresti, Editura Eminescu, 1984 (Conține piesele “Speranța nu moare în zori”, “Noaptea cabotinilor”, “Evul Mediu întâmplător”, “Amurg burghez”)

Traduceri
- Un leagăn pe cer de András Sütő, Editura Kriterion. București, 1972[17]
- Iacob mincinosul de Jurek Becker, în colaborare cu Iva Paraschiv, hardcover, Editura Dacia, Cluj-Napoca, 1974[18][19]
- Uimitoarele aventuri ale lui Marco Polo de Willi Meinck, în colaborare cu  Ileana Foișoreanu. vol. I-II, Editura Dacia, Cluj-Napoca, 1986[20][21][22]

## Moștenire
Festivalul Concurs de Poezie și Proză „Romulus Guga” îi poartă numele. Acesta este organizat de Asociația „Nicolae Băciuț” cu sprijinul Ministerului Culturii și Patrimoniului Național, a Fundației Culturale „Cezara Codruța Marica”, a Fundației Culturale „Vasile Netea” și  cu sprijinul Prefecturii Județului Mureș.

## Adaptări
Film
- Speranța nu moare în zori (1976), regia Nae Cosmescu, cu actorii Petrică Gheorghiu, Ștefan Iordache, Valeria Seciu, Ioana Bulcă; film TV[25]

Teatru radiofonic
- Evul Mediu întâmplător (1990), adaptare radiofonică de Marina Spalas, regia artistică Cristian Munteanu. Cu actorii: Dragoș Pîslaru, Victor Rebengiuc, George Constantin, Silvia Popovici, Virginia Mirea, Mircea Albulescu, Ion Pavlescu, Constantin Dinulescu, Cristian Șofron, Corado Negreanu, Florian Pittiș, Gheorghe Pufulete. Regia de studio: Rodica Leu, regia muzicală: Romeo Chelaru, regia tehnică: Vasile Manta.[26]
- Speranța nu moare în zori (1988), adaptare radiofonică de Alexa Visarion,[27] cu actorii Rodica Tapalagă ca Maria Magdalena, Ion Vîlcu ca un colonel, Florin Zamfirescu ca Picollo, Ștefan Radof ca impiegatul, Corneliu Dumitraș ca scamatorul, Dorina Lazăr ca doamna Zalaxa, Carol Kron ca domnul Zalaxa, Alexandru Lungul ca un țăran, Adrian Vișan ca un soldat.[28]

## Legături externe
- Proza lui Romulus Guga de Ioan Holban, în România literară nr. 29-30/2019